# 28864 Franciscocordova
28864 Franciscocordova este o planetă minoră (asteroid) din centura de asteroizi. A fost descoperită pe 1 mai 2000 la Stația Anderson Mesa de Lowell Observatory Near-Earth-Object Search. 
Obiectul prezintă o orbită caracterizată de o semiaxă mare de 2,5890972 UAi, o excentricitate de 0,01, o înclinație de 14,18569 ° în raport cu ecliptica.